# Brisa Star
Brisa Rocha Ladislau da Conceição (Ibiaí, 31 de dezembro de 2007), mais conhecida pelo nome artístico Brisa Star, é uma cantora brasileira.
Recebeu disco de diamante duplo pela canção "Se Joga no Passinho", gravada em 2020, que viralizou no TikTok e teve um grande destaque no YouTube chegando a um milhão de visualizações em apenas 3 dias, sendo a música mais tocada do Brasil, também ficou em alta em 6° lugar. Se tornando o maior vídeo do momento do canal, com a participação especial de Thiago Jhonathan. Em 2021 gravou "Cena de Amor" com Zé Vaqueiro, trilha sonora da telenovela brasileira, Travessia As músicas foram inspiradas em "We Can't Stop" de Miley Cyrus e "Somethings Gotta Give" de Camila Cabello. No mesmo ano lançou "Prometi" e sua versão de "Como Eu Quero". No ano seguinte, gravou mais uma música ao lado de Thiago Jhonathan "Vem Pro Meu Piseiro", depois "Quem Jura Mente", ao lado de Gabi Martins, "Seu Abraço" com MC Pedrinho e "Foi Amor", com Lucy Alves. Depois lançou "Menina", com Marina Sena e Davi Kneip e "Nossa História". No mesmo ano lançou 2 EPS, Vem com Brisa Star que continha as faixas "Encaixadim", "Passo Doido", "Reboladinha" e "Remelexo". E Retrô da Brisa, que continha dois covers "Solo Quedate en Silencio" do RBD e "Quando você passa (Turuturu)" do Sandy & Júnior. E uma música "Sonho de Amor" com Priscila Senna. E em 2023, lançou seu terceiro ep Baile da Brisa, com as faixas "Hoje Eu Tô Demais", com Deavele Santos e Kasino, "Problemão", "Coração Confuso" e "Solinho Saliente". E ela embarcou no funk ao lado de Melody, quando lançou "Na Rebolada". Brisa é filha de Juninho Pirado, também músico e de Suelita Ladislau, ex-professora e assessora de Brisa. Iniciou sua carreira aos 8 anos de idade como vocalista de músicas do grupo de seu pai, Trio Kassanikeo, porém, era muito tímida e não tinha coragem de subir no palco ao acompanhar seu pai nas rotinas de shows. Com o passar do tempo foi perdendo a timidez. Atualmente mora em Fortaleza, assinou um contrato com a Vybbe e está planejando lançar feats com João Gomes e Zé Felipe.

## Biografia e carreira

### 2007–2019: primeiros anos

Localização de Ibiaí, cidade natal da cantora.

Brisa Rocha Ladislau da Conceição nasceu em 31 de dezembro de 2007, em Ibiaí, uma pequena cidade na região norte de Minas Gerais, de apenas 8 mil habitantes, 175 quilômetros distante de Montes Claros, a maior cidade da região. Irmã de Enzo Rocha Ladislau da Conceição e Gabriel Rocha Ladislau da Conceição, Brisa é filha da professora Suelita Rocha Ladislau da Conceição, atualmente sua assessora, e do músico Lázaro Rocha Ladislau da Conceição Jr. mais conhecido pelo nome artístico Juninho Pirado, vocalista do Trio Kassanikeo, grupo de forró eletrônico formado em 2002, mas que somente em 2003 se expandiu e é conhecido também como um dos primeiros grupos musicais a usar auto-tune (um programa de edição de áudio). Atualmente Juninho Pirado segue com seu trio, mas passa a maior parte do seu tempo compondo músicas para sua filha; por conta disso, Brisa desde pequena mostrava interesse pela música. Desde os 8 anos ela cantava músicas para o grupo de seu pai, porém, por conta de ser muito tímida não tinha coragem de subir ao palco, ao acompanhar seu pai nas rotinas de shows. Foi só em 2018 com a faixa "Dançando" que ela começou a perder a timidez, a música fez sucesso, porém um sucesso mais regional. No ano seguinte em 2019 gravou mais uma música, intitulada "Me Belisca", cover de MC Brunim.

### 2020–21:Se Joga no Passinhoe primeiros lançamentos
Em 2020 gravou a música "Se Joga no Passinho" ao lado de Thiago Jhonathan, que foi implusionada pelo TikTok, e recebeu o disco de diamante duplo. No ano seguinte em 2021 gravou a música "Cena de Amor" ao lado de Zé Vaqueiro, trilha sonora da telenovela brasileira Travessia. As músicas foram inspiradas em "We Can't Stop" de Miley Cyrus e "Somethings Gotta Give" de Camila Cabello. Brisa lançou extraoficialmente no YouTube outros covers. O repertório já teve "Sua Magia" (versão de "It Must Have Been Love" de Roxette), "Dance Monkey", da Tones and I; e "Sálvame", do RBD. Os compositores das músicas originais não levaram crédito. Oficialmente, o único autor é Juninho Pirado. Segundo Daniel Campello, (advogado dos direitos autorais), isso são casos de "plágios clássicos". Segundo ele são "versões" das músicas originais. Campello recomenda que Juninho busque a editora das artistas para regularizar essas versões, mas o pai de Brisa não está disposto da fazer isso, até porque, ninguém no momento entrou em contato. Ele diz que já contabilizou mais de 200 versões não autorizadas. Depois dos sucessos seguindo o passinho de popstars internacionais, agora tudo o que Brisa lançar vai ter autorização, sem o esquema de versão não-oficial. Foi assim com "Como Eu Quero" de Kid Abelha e com "Motinha" feat com Dennis DJ. A música é toda criada a partir da batida de "Blue", da banda italiana Eiffel 65.

### 2022–24:Vem com Brisa Stare outros EPs
Em 28 de janeiro de 2022 lançou seu primeiro EP com 4 músicas, intitulado Vem com Brisa Star, que continha as faixas "Encaixadim", "Passo Doido", "Reboladinha" e "Remelexo". Em parceria com a Filtr Music Brasil. No dia 6 de maio de 2022 lançou seu segundo EP de 3 músicas, intitulado Retrô da Brisa, que continha dois covers "Solo Quedate en Silencio" do RBD e "Quando Você Passa (Turu Turu)" do Sandy & Júnior. E uma música "Sonho de Amor" com Priscila Senna. No mesmo ano realizou mais uma música com Thiago Jhonathan, intitulada "Vem Pro Meu Piseiro", depois "Quem Jura Mente", com Gabi Martins, "Seu Abraço", com MC Pedrinho e "Foi Amor", com Lucy Alves. Depois "Menina", com Marina Sena e Davi Kneip e "Nossa História". Em 17 de fevereiro de 2023 lançou seu terceiro EP de 4 músicas, intitulado Baile da Brisa, com as faixas "Hoje Eu Tô Demais", com Deavele Santos e Kasino, "Problemão", "Coração Confuso" e "Solinho Saliente". E ela embarcou no funk naquele ano, quando lançou "Na Rebolada", com Melody. No dia 13 de julho lançou "Na Ponta da Língua (Veio Me Dizer)". No dia 19 de julho lançou seu primeiro álbum, intitulado Forrózinho Top no Sua Música. Que continha 8 faixas "Forrózinho Top", "Seu Amor", "Você Me Conquistou", "Agora é Oi", "Dependente" e "Oh Meu Grande Amor", depois foram reeincluídas as faixas já gravadas "Na Ponta da Língua (Veio Me Dizer)", e "Bateu e Rolou". No dia 1 de setembro lançou "Popotão de Mel" ao lado da cantora Taby.  E no dia 22 lançou "Mão na Bota" ao lado da dupla Jonatha e Cristiano.  E no dia 29 lançou mais uma música com Thiago Jhonathan intitulada "BIS". . No ano seguinte em 2024, lançou "Do Jeito Que Tu Gosta", ao lado de Luiz Poderoso Chefão. Ainda nesse ano no dia 6 de junho, lançou o quarto EP "Brisa no Forró", que continha as seguintes faixas: "Doce Pimenta", "Mexer", "Só Eu Sei" e "Vem Me Amar". E por fim, em dezembro, lançou "Macetin", ao lado de MC Braz. Em diante, Brisa gravou 6 músicas: "Nossos Sonhos" "Estou em Suas Mãos" em parceria com Evoney Fernandes, "Gosto de Bombom" (seu hit mais recente com Thiago Jonathan) "Até o Amanhecer" "Estrela Sem Fim"  e "Carroceria" em parceria com Pedro Henrique e João Victor.

## Vida pessoal

### Acidente automobilístico
Na noite do dia  25 de junho de 2023, às 20:00 o ônibus em que estavam Brisa e sua banda e seus pais caiu em uma ribanceira na cidade de Ipaumirim, no interior do Ceará. Segundo a Polícia Rodoviária Federal (PRF), o acidente aconteceu na BR-116 no KM 428, quando o veículo saiu da pista e desceu uma ribanceira. Ao todo, 15 pessoas ficaram feridas. Em nota, a assessoria da cantora disse que ela retornava de uma agenda de shows quando o acidente aconteceu. A cantora está entre os feridos, mas segundo a equipe, ela está em observação e o estado de saúde é estável.
 "No momento ela se encontra bem, em observação e seu estado de saúde é estável. Alguns integrantes da banda foram transferidos para melhor acompanhamento. Todos eles estão sendo acompanhados por equipe médica. Agradecemos todas as mensagens recebidas de carinho e solidariedade, pedimos orações pela recuperação de todos."
Treze pessoas feridas foram levadas ao Hospital Municipal de Ipaumirim, onde ocorreu o acidente. Outras duas, com ferimentos mais graves, recebem atendimento na cidade de Icó.

## Discografia

### Extended plays(EPs)
- 2022: Vem com Brisa Star (Gravadora - Filtr Music Brasil / Sony Music Brasil)
- 2022: Retrô da Brisa (Gravadora - Sony Music Brasil)
- 2023: Baile da Brisa (Gravadora - Sony Music Brasil)
- 2024: Brisa no Forró (Gravadora - Sony Music Brasil)